# Tage Ekfeldt
Tage Henning Ekfeldt, född 14 juni 1926 i Konungsunds församling, Östergötland, död 28 december 2005 i Norra Kyrketorps församling, Skövde, var en friidrottare (kort- och medeldistanslöpning). Han tävlade för Örebro SK. Han utsågs 1952 till Stor grabb nummer 156 i friidrott.
Tage Ekfeldt tog brons som medlem i det svenska stafettlaget på 4x400 m vid EM i Bryssel 1950. Vid EM i Bern 1954 var han med i det fjärdeplacerade svenska 4x400 m-laget och kom sjua på 800 m. Han hade det svenska rekordet på 800 m åren 1953 till 1956. Han vann ett SM på 400 m och två på 800 m.
Tage Ekfeldt är begravd på Sankta Birgittas kyrkogård i Skövde.

## Karriär
År 1950 var Ekfeldt med i det svenska stafettlaget på 4x400 meter vid EM i Bryssel, där man vann brons på 3.11,6 min. De andra var (Gösta Brännström, Rune Larsson och Lars-Erik Wolfbrandt).
År 1952 vann Ekfeldt SM på 400 meter med tiden 47,6 s och 800 meter på 1.51,4 min. Vid OS i Helsingfors detta år deltog han på 400 meter individuellt där han blev diskvalificerad efter två tjuvstarter samt var också med i det svenska stefttlaget som blev oplacerat på 4x400 meter..
Den 19 augusti 1953 förbättrade Ekfeldt Hans Liljekvists svenska rekord på 800 meter till 1.49,2 min. Nio dagar senare lyckades han förbättra rekordet till 1.49,0 min. Han behöll det tills Dan Waern slog det 1956. Samma år (1953) vann han åter SM på 800 meter, nu på 1.50,2 min.
År 1954 deltog Ekfeldt vid EM i Bern. Där var han med i det svenska stafettlaget som kom fyra på 4x400 meter på 3.12,5 min. På 800 meter kom han sjua.